# Korweiler
Korweiler (do 6 grudnia 1935 Corweiler) – miejscowość i gmina w Niemczech, w kraju związkowym Nadrenia-Palatynat, w powiecie Rhein-Hunsrück, wchodzi w skład gminy związkowej Kastellaun.